# Exochus postfurcalis
Exochus postfurcalis là một loài tò vò trong họ Ichneumonidae.